# Список Натиональштрассе Намибии
Натиональштрассе являются основными путями для вождения автомобилей на далёкие расстояния в Намибии. Это асфальтированные, в основном двухсторонние дороги. На сегодняшний день насчитывается семь Натиональштрассе. Каждая обозначается специальной аббревиатурой, образующейся путём прибавление к букве B номера (B1, B2). Дорожный знак имеет пятиугольную форму; на зелёном фоне пишется код желтого цвета.
| Натиональштрассе     | Конечный пункт 1                                                               | Конечный пункт 2                                                                      | Длина   | Схема | Фотография                    |
| -------------------- | ------------------------------------------------------------------------------ | ------------------------------------------------------------------------------------- | ------- | ----- | ----------------------------- |
| Натиональштрассе B1  | Ноордоевер · - Граница государства ЮАР · - Пересечение с N7                    | Ошиканго · - Граница государства Ангола                                               | 1600 км |       | Недалеко от Мариенталя        |
| Натиональштрассе В2  | Уолфиш-Бей - Конечный пункт Транс-Каприви - Конечный пункт Транс-Каприви       | Окаханджа - Пересечение с Натиональштрассе B1                                         | 327 км  |       | в Свакопмунде                 |
| Натиональштрассе B3  | Грюнау - Пересечение с Натиональштрассе B1                                     | Ариамсфлей · - Граница государства ЮАР · - Пересечение с N11                          | 160 км  |       | в Карасбурге                  |
| Натиональштрассе B4  | Людериц                                                                        | Китмансхуп - Пересечение с Натиональштрассе B1                                        | 330 км  |       | Недалеко от Людерица          |
| Натиональштрассе B6  | Виндхук - Пересечение с Натиональштрассе B1                                    | Буитепос · - Граница государства Ботсвана                                             | 290 км  |       | Недалеко от Витфлея           |
| Натиональштрассе B8  | Отави - Пересечение с Натиональштрассе B1                                      | Катима Мулило · - Граница государства Замбия · Нгома · - Граница государства Ботсвана | 930 км  |       | В национальном парке Бвабвата |
| Натиональштрассе B10 | Охангвена · - Пересечение с Натиональштрассе B1 · - Граница государства Ангола | Рунду · - Пересечение с B8 · - Граница государства Ангола                             | 412 км  |       |                               |
| Натиональштрассе B15 | Цумеб - Пересечение с Натиональштрассе B1                                      |                                                                                       |         |       |                               |